# Bernd Kütscher
Bernd Kütscher (* 5. Juli 1968 in Mendig) ist ein deutscher Bäckermeister, Brot-Sommelier und Betriebswirt.

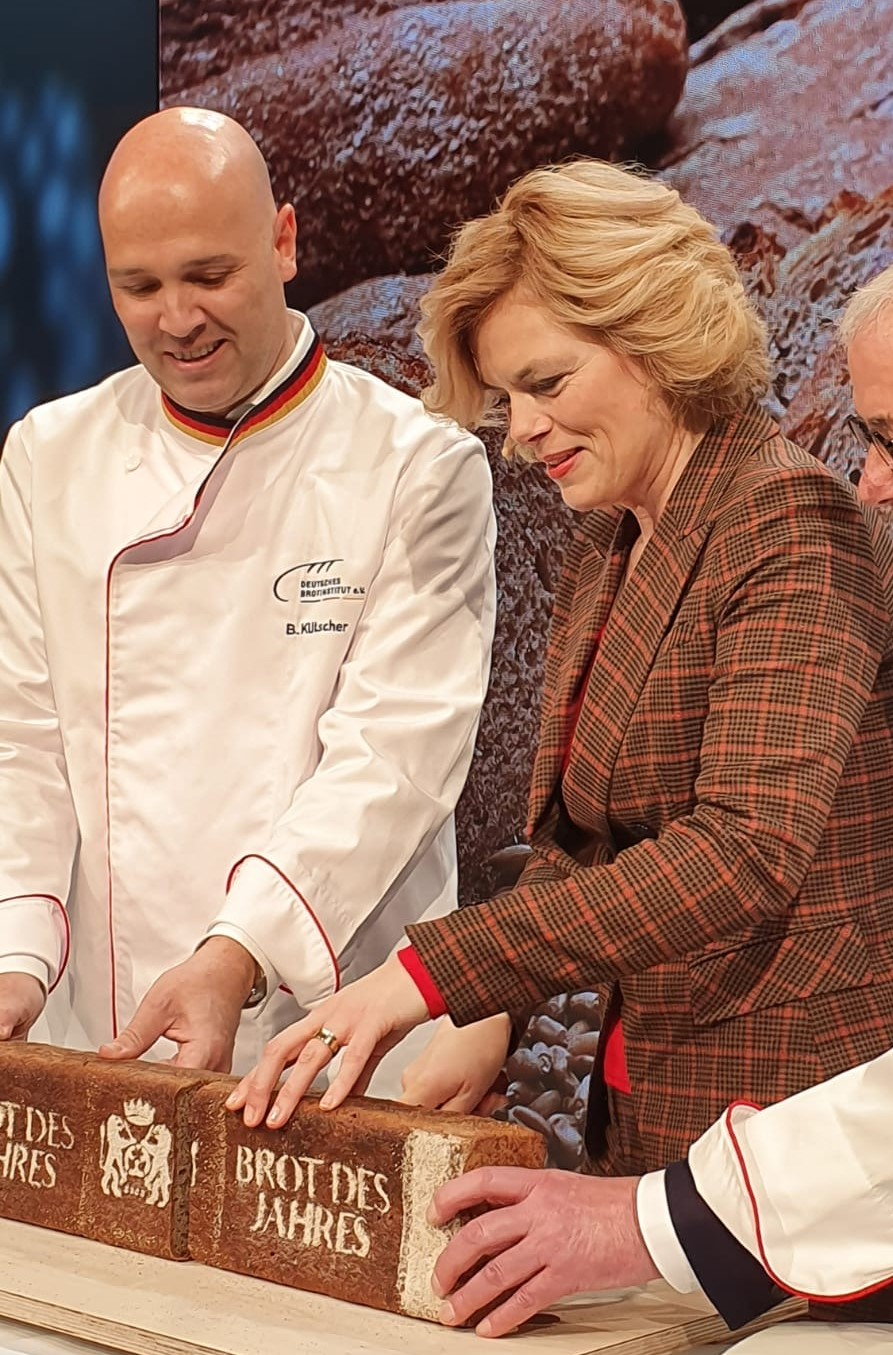
Bernd Kütscher mit Bundesministerin Julia Klöckner beim Anschnitt des Brot des Jahres 2020 auf der Internationalen Grünen Woche Berlin

## Aufgaben
Im April 2006 wurde Kütscher vom Zentralverband des Deutschen Bäckerhandwerks zum Direktor der Bundesfachschule des Deutschen Bäckerhandwerks in Weinheim berufen, heute Akademie Deutsches Bäckerhandwerk Weinheim, im Jahr 2008 zusätzlich auch zum Geschäftsführer des Deutschen Brotinstituts. Er ist Coach der 2008 gegründeten Deutschen Bäckernationalmannschaft und Autor von mehreren Fachbüchern.
Bernd Kütscher war als Brot-Experte Mitglied der Jury in der ZDF-Sendung Deutschlands bester Bäcker im Jahr 2014, an der Seite von Johann Lafer und Eveline Wild sowie 2015 auch im ZDF-Fernsehgarten und betreibt einen sehr umfangreichen Brot-Blog.
Im Juli 2016 wurde Kütscher vom Bundesministerium für Ernährung und Landwirtschaft in die Deutsche Lebensmittelbuch-Kommission (DLMBK) berufen, welche die Leitsätze im Deutschen Lebensmittelbuch definiert, damit die Spielregeln der Lebensmittelherstellung in Deutschland. Das Ehrenamt endete turnusgemäß am 30. Juni 2022, nachdem Kütscher vom Zentralverband des Deutschen Bäckerhandwerks für seine „herausragende Arbeit“ in der DLMBK gedankt wurde. In seiner Amtszeit wurden zahlreiche Leitsätze neu gefasst, darunter nach vielen Jahrzehnten auch die Leitsätze für Brot und Kleingebäck. Kütscher ist Mitglied der Jury bei verschiedenen nationalen Branchenauszeichnungen wie z. B. dem „Bäcker des Jahres“, der vom Deutschen Fachverlag verliehen wird. International wirkte er in der Jury verschiedener Backwettbewerbe mit, u. a. 2016 als Jurypräsident beim Nordic Bakery Cup in Oslo und 2019 als Jurypräsident bei der Asiatischen Bäckermeisterschaft in Shanghai.
Vom Bäcker- und Konditorenweltverband UIBC wurde Kütscher im Jahr 2017 zum Jury-Präsidenten von deren Bäckerjugend-Weltmeisterschaft „International Competition for Young Bakers“ ernannt, bei der die besten Jungbäcker eines jeden Abschlussjahrgangs auf internationaler Ebene ermittelt werden. Die Amtszeit endete turnusgemäß nach drei Jahren, wurde aber von der UIBC unbefristet verlängert. Bemerkenswert ist, dass die Bäckerjugend-Weltmeisterschaft in den Jahren 2021 (Lyon) sowie auch 2022 (Berlin) jeweils vom deutschen Jungbäcker-Team gewonnen werden konnte, nachdem in den Jahren davor Schweden (2018) bzw. China (2019) erfolgreich waren. 2020 fiel der Wettbewerb aufgrund der Corona-Pandemie aus.
Als Leiter der Akademie Deutsches Bäckerhandwerk Weinheim hat Kütscher die Weinheimer Brotsprache und darauf basierend die Fortbildung zum Brot-Sommelier ins Leben gerufen. Als Leiter des Deutschen Brotinstituts hat er das deutsche Brotregister sowie die jährliche Auslobung eines Brot des Jahres initiiert, um die Bedeutung des Kulturgutes Brot zu unterstreichen.
Kütscher gilt als Experte in Sachen Brot sowie Backbranche und ist als solcher regelmäßig in den Medien zu finden. Die ZEIT nannte ihn in einem Beitrag von 8. September 2022 „Brotpapst“. Er betreibt zudem einen Blog zu Brot und betreibt auch durch Vorträge regelmäßig Verbraucheraufklärung zu Brot, u. a. im April 2024 an der Universität Heidelberg.
Seit Juni 2025 ist Bernd Kütscher Geschäftsführer bei der Traditionsbäckerei Die Lohners in Polch.

## Erfolge
Auszeichnungen als Unternehmer
- 1999: Gewinn des Stollen-Oskar Wettbewerbs
- 2000: Gewinn des Stollen-Oskar Wettbewerbs
- 2000: „Marktkieker“, Innovations- und Unternehmerpreis der Backbranche, Back Journal
- 2001: Sonderpreis beim Internetpreis des Deutschen Handwerks, ZDH Berlin
- 2001: Gewinn des Stollen-Oskar Wettbewerbs
- 2001: Deutscher Werbepreis des VNR Verlag für die Deutsche Wirtschaft
- 2003: Auszeichnung mit dem Ehren-Stollen-Oskar
- 2005: Marketingpreis des Deutschen Handwerks, Zentralverband des Deutschen Handwerks

Auszeichnungen im Ehrenamt
- 2006: Große Verdiensturkunde, Verband des Rheinischen Bäckerhandwerks

Auszeichnungen als Leiter der Akademie
- 2015: Landesweiterbildungspreis Baden-Württemberg, verliehen vom Wirtschaftsministerium
- 2019: Europäischer Berufsbildungpreis „Vocational Excellence Awards“, verliehen von der Europäischen Kommission[31]

Auszeichnungen als Autor
- 2023: Deutscher Kochbuchpreis für „Unsere Brotbibel“ von Johann Lafer und Bernd Kütscher[32]

## Werke
- Erfolgreich führen mit Herz und Verstand (mit weiteren Autoren), DLG-Verlag, September 2009, ISBN 3-7690-0729-8, ISBN 978-3-7690-0729-9.
- Der clevere Bäcker, Matthaes Verlag, April 2011, ISBN 3-87515-203-4, ISBN 978-3-87515-203-6, 3 Auflagen.
- Der clevere Metzger (mit einem weiteren Autor), Deutscher Fachverlag, März 2012, ISBN 3-86641-261-4, ISBN 978-3-86641-261-3.
- Der neue clevere Bäcker, Matthaes Verlag, April 2012, ISBN 3-87515-208-5, ISBN 978-3-87515-208-1, 4. Auflage.
- Frühstück, Chancen für die Bäckerei (mit weiteren Autoren), Matthaes Verlag, November 2013, ISBN 3-87515-209-3, ISBN 978-3-87515-209-8.
- BROT (als Mitglied der Bäckernationalmannschaft), Gräfe und Unzer / Teubner, Oktober 2016, ISBN 3-8338-5537-1, ISBN 978-3-8338-5537-5.
- Schwarz Brot Gold, Neuer Umschau Verlag, November 2016, ISBN 3-86528-804-9, ISBN 978-3-86528-804-2.
- Die Sprache des Brotes (mit Prof. Michael Kleinert), Matthaes-Verlag, September 2018, ISBN 978-3-87515-212-8